# Friuli Latisana Malvasia Istriana
Le Friuli Latisana Malvasia Istriana est un vin blanc italien de la région Frioul-Vénétie Julienne doté d'une appellation DOC depuis le 19 mai 1975. Seuls ont droit à la DOC les vins blancs récoltés à l'intérieur de l'aire de production définie par le décret. Les vignobles autorisés se situent en provinces de Pordenone et d'Udine dans les communes de Castions di Strada, Latisana, Lignano Sabbiadoro, Muzzana del Turgnano, Morsano al Tagliamento, Palazzolo dello Stella, Pocenia, Precenicco, Rivignano, Ronchis, Teor et Varmo.
Le Friuli Latisana Malvasia Istriana répond à un cahier des charges moins exigeant que le Friuli Latisana Malvasia Istriana superiore.

## Caractéristiques organoleptiques
- couleur : jaune paille avec des reflets verdâtre
- odeur : agréable
- saveur : sec, délicat, agréable

Le Friuli Latisana Malvasia Istriana se déguste à une température de 10 à 12 °C et il se boit jeune.

## Production
Province, saison, volume en hectolitres :
- pas de données disponibles